# Hrvatska na Zimskim paraolimpijskim igrama 2014.
Hrvatska je nastupila na Zimskim paraolimpijskim igrama u Sočiju 2014. godine. Hrvatski sportaši nastupili su u alpskom skijanju.

## Popis hrvatskih natjecatelja
U Sočiju 2014. nastupila su dvojica hrvatskih reprezentativaca na Zimskim paraolimpijskim igrama:
- Dino Sokolović – alpsko skijanje
- Damir Mizdrak – alpsko skijanje

## Ostvareni rezultati
| Natjecatelj                        | Događaj                      | Prva vožnja | Prva vožnja | Prva vožnja | Druga vožnja | Druga vožnja | Druga vožnja | Konačno vrijeme | Konačno vrijeme | Konačno vrijeme |
| Natjecatelj                        | Događaj                      | Vrijeme     | Razlika     | Poredak     | Vrijeme      | Razlika      | Poredak      | Vrijeme         | Razlika         | Poredak         |
| ---------------------------------- | ---------------------------- | ----------- | ----------- | ----------- | ------------ | ------------ | ------------ | --------------- | --------------- | --------------- |
| Damir Mizdrak Vodič: Luka Debeljak | slalom, slabovidne osobe     | 1:17.19     | +27.50      | 16          | 1:27.67      | +34.15       | 11           | 2:44.86         | +1:01.65        | 11              |
| Damir Mizdrak Vodič: Luka Debeljak | veleslalom, slabovidne osobe | 1:51.27v    | +35.25      | 17          | 1:50.93      | +37.68       | 14           | 3:42.20         | +1:12.58        | 14              |
| Dino Sokolović                     | superveleslalom, sjedeći     | N/A         | N/A         | N/A         | N/A          | N/A          | N/A          | 1:33.42         | +13.91          | 13              |
| Dino Sokolović                     | kombinacija, sjedeći         | DNF         | DNF         | DNF         | DNF          | DNF          | DNF          | DNF             | DNF             | DNF             |
| Dino Sokolović                     | slalom, sjedeći              | 52.74       | -           | 1           | DNF          | DNF          | DNF          | DNF             | DNF             | DNF             |
| Dino Sokolović                     | veleslalom, sjedeći          | 1:24.67     | +6.57       | 16          | 1:18.36      | +4.26        | 12           | 2:43.03         | +10.30          | 12              |